# Karl Rehberger
Karl Rehberger (* 5. Dezember 1934 in Linz; † 31. Jänner 2018) war ein österreichischer Ordenspriester der Augustiner-Chorherren, Kirchenhistoriker, Archivar und Bibliothekar. Er lehrte von 1971 bis 2000 als Professor für Patrologie und Kirchengeschichte des Altertums an der Katholisch-Theologischen Hochschule Linz (seit 2000 Katholische Privat-Universität Linz). Zudem war er Kustos der Stiftssammlungen Sankt Florian.

## Leben
Rehberger ist in Feldkirchen an der Donau aufgewachsen, maturierte am Stiftsgymnasium Wilhering und trat am 27. August 1955 in das Augustinerchorherren-Stift Sankt Florian ein, wo er am 28. August 1959 das ewige Ordensgelübde ablegte. Am 29. Juni 1961 wurde er zum Priester geweiht.
Rehberger studierte zunächst von 1956 bis 1958 Philosophie an der Universität Salzburg und anschließend von 1958 bis 1961 Theologie an der Philosophisch-Theologischen Hauslehranstalt des Stiftes Sankt Florian. 1964 wurde er an der Universität Salzburg zum Doktor der Theologie promoviert, Thema seiner Dissertation waren Die religiösen Verhältnisse der alten Großpfarre Feldkirchen an der Donau von den Anfängen bis zur Rekatholisierung. Nach dreijährigem Ausbildungskurs am Institut für Österreichische Geschichtsforschung (namentlich bei Alphons Lhotsky) legte er 1965 die Staatsprüfung ab, seine Abschlussarbeit waren Beiträge zur Geschichte der Wissenschaftspflege im Stifte St. Florian bis zum Ende des 15. Jahrhunderts. Anschließend blieb er dem Institut als Mitglied verbunden. Von 1965 bis 1969 unterrichtete er Kirchenrecht, Kirchengeschichte, Patrologie und Liturgiewissenschaft in Sankt Florian. Mit Ein[em] Beitrag zur Vorgeschichte der Historikerschule des Stiftes St. Florian im 19. Jahrhundert schloss Rehberger 1968 eine zweite Promotion ab, diesmal zum Dr. phil.
Im Stift Sankt Florian übernahm Rehberger 1965 die Aufgabes des Archivars, ab 1968 leitete er zudem die Stiftsbibliothek sowie die kulturgeschichtlich-wissenschaftlichen Sammlungen. Die von ihm geleitete Bibliothek umfasste mehr als 150.000 Bände und das Archiv rund 800 Handschriften.
Ab 1970 hatte Rehberger einen Lehrauftrag für Kirchengeschichte und Patrologie an der Katholisch-Theologischen Hochschule Linz, 1971 wurde er zum außerordentlichen Professor und 1975 zum ordentlichen Professor für Patrologie und Kirchengeschichte des Altertums ernannt. Ab 1979/80 hielt er auch Lehrveranstaltungen zur Österreichischen Kirchengeschichte mit besonderer Betonung der Geschichte der Diözese Linz. Er lehrte dort bis zu seiner Emeritierung im Wintersemester 2000/01 (kurz zuvor wurde die Theologische Hochschule zur Katholischen Privat-Universität Linz erhoben). Zusätzlich übernahm er ab 1971 Lehraufträge an der Religionspädagogischen Akademie und der Pädagogischen Akademie der Diözese Linz. Von 1992 und bis 1995 nahm er Lehraufträge für Patrologie und Kirchengeschichte an der Katholisch-Theologischen Fakultät der Universität Passau wahr. Rehberger war Vorstandsmitglied des Verbandes der Österreichischen Archivare und des Oberösterreichischen Musealvereines. Er gehörte der Österreichischen Subkommission der Internationalen Kommission für Vergleichende Kirchengeschichte an.
Rehberger ist Autor zahlreicher Bücher und Schriften und war Referent bei diversen Ausstellungen.

## Publikationen (Auswahl)
- Karl Rehberger: Die kirchliche Entwicklung des Mühlviertels. In: Kataloge des OÖ. Landesmuseums. MUE_88, Linz 1988, S. 283–288 (zobodat.at [PDF]).

## Auszeichnungen
- Konsistorialrat
- Wissenschaftlicher Konsulent und Mitglied des Landeskulturbeirates der Oberösterreichischen Landesregierung
- Silbernes Ehrenzeichen des Landes Oberösterreich
- Kulturmedaille des Landes Oberösterreich
- Ehrenkreuz für Wissenschaft und Kunst I. Klasse der Republik Österreich